# Нашушковица
Нашушковица је насеље у Србији у општини Бабушница у Пиротском округу. Према попису из 2022. било је 86 становника.
У селу је врло мало младих, већина је старије становништво. Исељавање је један од главних фактора смањења становништва у овим крајевима. Нашушковица је сточарско сеоско насеље разбијеног типа (са 7 засеока - махала) између 2 планинска врха. Старија прошлост насеља је непозната и припада млађим насељима. Насеље је новијег порекла и настало је у првој половини или средином 19. века. Некадашње село селиште било је удаљено 2 километра од садашње локације села. Некада је био традиционално развијен ћурчијски занат. Података о погинулима у Отаџбинским ратовима (од 1912. до 1918. године) нема, јер је Нашушковица тада била у саставу Бугарске. У Другом светском рату погинуо је само 1 становник, стрељан као домаћи издајник од стране партизана.

## Демографија
У насељу Нашушковица живи 277 пунолетних становника, а просечна старост становништва износи 57,9 година (56,3 код мушкараца и 59,3 код жена). У насељу има 126 домаћинстава, а просечан број чланова по домаћинству је 2,34.
Ово насеље је углавном насељено Бугарима (према попису из 2002. године), а у последња три пописа, примећен је пад у броју становника.
|  |

| Демографија | Демографија | Демографија |
| Година      | Становника  | Становника  |
| ----------- | ----------- | ----------- |
| 1948.       | 656         |             |
| 1953.       | 649         |             |
| 1961.       | 642         |             |
| 1971.       | 623         |             |
| 1981.       | 586         |             |
| 1991.       | 428         | 426         |
| 2002.       | 295         | 295         |
| 2011.       | 167         |             |
| 2022.       | 86          |             |

| Година пописа     | 1948. | 1953. | 1961. | 1971. | 1981. | 1991. | 2002. |
| ----------------- | ----- | ----- | ----- | ----- | ----- | ----- | ----- |
| Број домаћинстава | 98    | 109   | 122   | 155   | 160   | 150   | 126   |

| Број чланова      | 1  | 2  | 3  | 4  | 5 | 6 | 7 | 8 | 9 | 10 и више | Просек |
| ----------------- | -- | -- | -- | -- | - | - | - | - | - | --------- | ------ |
| Број домаћинстава | 26 | 61 | 21 | 10 | 4 | 4 | 0 | 0 | 0 | 0         | 2,34   |

| Пол    | Укупно | Неожењен/Неудата | Ожењен/Удата | Удовац/Удовица | Разведен/Разведена | Непознато |
| ------ | ------ | ---------------- | ------------ | -------------- | ------------------ | --------- |
| Мушки  | 136    | 20               | 104          | 11             | 1                  | 0         |
| Женски | 144    | 7                | 100          | 34             | 2                  | 1         |
| УКУПНО | 280    | 27               | 204          | 45             | 3                  | 1         |

| Пол    | Укупно                    | Пољопривреда, лов и шумарство | Рибарство                            | Вађење руде и камена | Прерађивачка индустрија       |
| ------ | ------------------------- | ----------------------------- | ------------------------------------ | -------------------- | ----------------------------- |
| Мушки  | 56                        | 16                            | 0                                    | 0                    | 1                             |
| Женски | 9                         | 7                             | 0                                    | 0                    | 1                             |
| УКУПНО | 65                        | 23                            | 0                                    | 0                    | 2                             |
| Пол    | Производња и снабдевање   | Грађевинарство                | Трговина                             | Хотели и ресторани   | Саобраћај, складиштење и везе |
| Мушки  | 0                         | 27                            | 0                                    | 0                    | 1                             |
| Женски | 0                         | 0                             | 0                                    | 0                    | 0                             |
| УКУПНО | 0                         | 27                            | 0                                    | 0                    | 1                             |
| Пол    | Финансијско посредовање   | Некретнине                    | Државна управа и одбрана             | Образовање           | Здравствени и социјални рад   |
| Мушки  | 0                         | 0                             | 1                                    | 0                    | 0                             |
| Женски | 0                         | 0                             | 0                                    | 1                    | 0                             |
| УКУПНО | 0                         | 0                             | 1                                    | 1                    | 0                             |
| Пол    | Остале услужне активности | Приватна домаћинства          | Екстериторијалне организације и тела | Непознато            | Непознато                     |
| Мушки  | 5                         | 0                             | 0                                    | 5                    | 5                             |
| Женски | 0                         | 0                             | 0                                    | 0                    | 0                             |
| УКУПНО | 5                         | 0                             | 0                                    | 5                    | 5                             |

| Етнички састав према попису из 2002.‍ | Етнички састав према попису из 2002.‍ | Етнички састав према попису из 2002.‍ | Етнички састав према попису из 2002.‍ | Етнички састав према попису из 2002.‍ |
| ------------------------------------ | ------------------------------------ | ------------------------------------ | ------------------------------------ | ------------------------------------ |
|                                      |                                      |                                      |                                      |                                      |
| Бугари                               | Бугари                               |                                      | 251                                  | 85,08%                               |
| Срби                                 | Срби                                 |                                      | 22                                   | 7,45%                                |
| Југословени                          | Југословени                          |                                      | 2                                    | 0,67%                                |
| непознато                            | непознато                            |                                      | 11                                   | 3,72%                                |

| Етнички састав према попису из 2022.‍ | Етнички састав према попису из 2022.‍ | Етнички састав према попису из 2022.‍ | Етнички састав према попису из 2022.‍ | Етнички састав према попису из 2022.‍ |
| ------------------------------------ | ------------------------------------ | ------------------------------------ | ------------------------------------ | ------------------------------------ |
|                                      |                                      |                                      |                                      |                                      |
| Срби                                 | Срби                                 |                                      | 32                                   | 37,2%                                |
| Бугари                               | Бугари                               |                                      | 18                                   | 20,9%                                |
| непознато                            | непознато                            |                                      | 35                                   | 41%                                  |

## Галерија
- Нашушковица